# Maziły (przystanek kolejowy)
Maziły – przystanek osobowy w Maziłach, w gminie Susiec, w powiecie tomaszowskim, w województwie lubelskim, w Polsce. 

## Ruch pasażerski
| Rok  | Wymiana pasażerska na dobę |
| ---- | -------------------------- |
| 2017 | 0-9                        |
| 2022 | 0-9                        |